# Малюгина, Татьяна Андреевна
Татья́на Андре́евна Малюгина (1895—1941) — преподаватель Ростовского института сельскохозяйственного машиностроения, возглавившая в 1941 году санитарный взвод Ростовского стрелкового полка народного ополчения. Погибла при первом освобождении Ростова-на-Дону.

## Биография
Татьяна Малюгина родилась в 1895 году.
В начале XX века включилась в революционный процесс, вступила в ВКП(б). Окончив сначала партшколу, а после неё институт, пошла работать преподавателем кафедры истории партии в РИСХМе, где со временем стала секретарем парткома. Вышла замуж за заведующего отделом Андреевского райкома партии — Анастаса Анисимовича Ивахненко.
Спустя немного времени после начала Великой Отечественной войны, записалась в народное ополчение, где возглавила сформированный ею отдельный санитарный взвод. В том же полку, политруком одной из рот, служил и её муж — Анастас Ивахненко.

## Гибель
При освобождении Ростова в 1941 году, первыми в город вошли ополченцы — они переправились через Дон и удерживали плацдарм в ожидании подхода основных частей. В этих боях и была убита Татьяна Малюгина. Существует две, в целом сходные, версии о её гибели:
1. Первое ранение Татьяна Андреевна получила 28 ноября 1941 года, перевязывая раненного при форсировании Дона красноармейца, которого она всё же смогла по льду дотащить до берега. Однако в середине дня, уже находясь в санчасти, она была повторно ранена осколком немецкой мины — в этот раз смертельно.
2. Татьяна Андреевна вынесла своего тяжело раненного мужа с линии огня и, погрузив его с несколькими другими раненными на железнодорожную ремонтную вагонетку (разновидность дрезины), попыталась под непрерывным обстрелом перевезти их по железнодорожному мосту на левый берег Дона. Однако это не было суждено — все пассажиры вагонетки были убиты прямым попаданием мины.

## Память
- В честь Татьяны Андреевны Малюгиной названа одна из центральных улиц города Ростова-на-Дону[1][2].
- На доме, находящемся на пересечении улицы Малюгиной и Доломановского переулка, установлена информационная табличка.
- На улице Козлова 69 в Ростове-на-Дону, где жили Малюгина и Ивахненко, установлена мемориальная доска.

- В Ростове-на-Дону
- Памятная доска
- Информационная табличка